# ام الصفصاف
ام الصفصاف تقع غرب حي المدينة الرياضية وشرق الكاوة بمدينة البيضاء في ليبيا، ويرجع تسميته بهذا الاسم نسبه إلي لوجود عين مائية باسم ام الصفصاف، يوجد بها مجمع الشهداء لكليات جامعة عمر المختار.